# Universidad Nacional de Jaén
La Universidad Nacional de Jaén  (sigla: UNJ) es una universidad pública ubicada en la ciudad de Jaén, Perú. Su campus principal se localiza en la ciudad de Jaén. La UNJ cuenta con 5 carreras profesionales. La UNJ fue fundada el 12 de diciembre de 2008 mediante Ley 29304.

## Carreras profesionales UNJ
- Ingeniería Civil
- Ingeniería Mecánica y Eléctrica
- Ingeniería Forestal y Ambiental
- Ingeniería de Industrias Alimentarias
- Tecnología Médica: Laboratorio Clínico

## Rankings académicos
En los últimos años se ha generalizado el uso de rankings universitarios internacionales para evaluar el desempeño de las universidades a nivel nacional y mundial; siendo estos rankings clasificaciones académicas que ubican a las instituciones de acuerdo a una metodología científica de tipo bibliométrica que incluye criterios objetivos medibles y reproducibles, tomando en cuenta por ejemplo: la reputación académica, la reputación de empleabilidad para los egresantes, la citas de investigación a sus repositorios y su impacto en la web. Del total de 92 universidades licenciadas en el Perú, la Universidad Nacional de Jaén se ha ubicado regularmente dentro del tercio inferior a nivel nacional en determinados rankings universitarios internacionales.